# Florian Jamnig
Florian Jamnig (Innsbruck, 3 novembre 1990) è un calciatore austriaco, centrocampista dell'Imst.

## Caratteristiche tecniche
È un esterno destro.

## Carriera
Dopo aver militato nelle serie inferiori del calcio austriaco dal 2010 al 2018, ha debuttato in Bundesliga il 29 luglio 2018 disputando con il LASK l'incontro perso 3-1 contro il Salisburgo.

## Palmarès

### Club
- Erste Liga: 1

Wacker Innsbruck: 2017-2018